# Manning (Dakota del Nord)
Manning è un census-designated place (CDP) degli Stati Uniti d'America e capoluogo della contea di Dunn nello Stato del Dakota del Nord. La popolazione era di 74 abitanti al censimento del 2010.
Manning fu fondata nel 1908 per servire come capoluogo della contea di Dunn, organizzata proprio quell'anno.

## Geografia fisica
Secondo lo United States Census Bureau, la città ha una superficie totale di 1,49 km², dei quali 1,49 km² di territorio e 0 km² di acque interne (0% del totale).

## Società

### Evoluzione demografica
Secondo il censimento del 2010, la popolazione era di 74 abitanti.

### Etnie e minoranze straniere
Secondo il censimento del 2010, la composizione etnica del CDP era formata dal 98,65% di bianchi, lo 0% di afroamericani, lo 0% di nativi americani, lo 0% di asiatici, lo 0% di oceanici, lo 0% di altre razze, e l'1,35% di due o più etnie. Ispanici o latinos di qualunque razza erano lo 0% della popolazione.